# Corrosella pallaryi
Espèce
Corrosella pallaryi est une espèce de gastéropodes de la famille des Hydrobiidae.

## Répartition
Ce gastéropode est endémique de sources du Moyen Atlas au Maroc.

## Systématique
Le nom valide complet (avec auteur) de ce taxon est Corrosella pallaryi (Ghamizi (d), Vala (d) & Bouka (d), 1997).
L'espèce a été initialement classée dans le genre Pseudamnicola sous le protonyme Pseudamnicola (Pseudamnicola) pallaryi Ghamizi, Vala & Bouka, 1997,.
Corrosella pallaryi a pour synonyme :
- Pseudamnicola (Pseudamnicola) pallaryi Ghamizi, Vala & Bouka, 1997

### Étymologie
Son épithète spécifique, pallaryi, lui a été donnée en l'honneur du zoologiste français Paul Pallary (1869-1942) « qui a beaucoup contribué à la connaissance de la malacofaune marocaine et qui avait remarqué ces spécimens dans le passé sans pourtant penser à une nouvelle espèce ».

### Publication originale
- Mohamed Ghamizi, Jean-Claude Vala et Hana Bouka, « Le genre Pseudamnicola au Maroc avec description de Pseudamnicola pallaryi n. sp. (Gastropoda: Hydrobiidae) », Haliotis, Société Française de Malacologie (d), vol. 26,‎ janvier 1997, p. 33-49 (ISSN 0397-765X, OCLC 5656990, BNF 34380736).